# ورگینه تارایان
ورگینه ماکاری تارایان (ارمنی: Վերգինե Մակարի Թառայան؛ انگلیسی: Vergineh Tarayan زاده ۶ نوامبر ۱۹۰۵ - درگذشته ۱۵ آوریل ۱۹۸۵) یک شیمی‌دان و استاد اهل ارمنستان بود.

## زندگی‌نامه
وی در ۱۹ نوامبر [سبک قدیمی: ۶ نوامبر] ۱۹۰۵ در تفلیس به دنیا آمد و از دانشگاه دولتی تفلیس فارغ‌التحصیل گشت. وی عضو فرهنگستان ملی علوم ارمنستان بود. وی همچنین برندهٔ جوایزی همچون دانشمند شایسته ارمنستان شوروی (۱۹۶۱) و نشان برجسته افتخار شده است. وی در ۱۵ آوریل ۱۹۸۵ در سن ۷۹ سالگی در ایروان درگذشت و در آرامستان مرکزی ایروان (توخماخ) به خاک سپرده شد

## یادداشت
1. ↑  քիմիական գիտությունների դոկտոր